# Jdamírovo
Jdamírovo (en rus: Ждамирово) és un poble de l'óblast de Tula, a Rússia, segons el cens del 2010 tenia 115 habitants.